# Notsodipus linnaei
Notsodipus linnaei is een spinnensoort uit de familie Lamponidae. De soort komt voor in West-Australië.